# Arctostaphylos manzanita
Arctostaphylos manzanita is een plant uit de heidefamilie (Ericaceae). Zoals andere manzanitasoorten komt deze voor in het chaparralgebied in het westen van Noord-Amerika voor. De soort is endemisch in de Amerikaanse staat Californië en komt voor in de uitlopers van het Pacific Coast Ranges en de Sierra Nevada.

## Beschrijving
De bladeren zijn helder groen en puntig. De plant draagt kleine witte, klokvormige bloemen. De bessen zijn aanvankelijk wit en worden later rood-bruin. De plant heeft een opvallende roodachtige schors en heeft kronkelende takken. De soort groeit in de vorm van een kleine boom van zo'n 5 meter hoog.

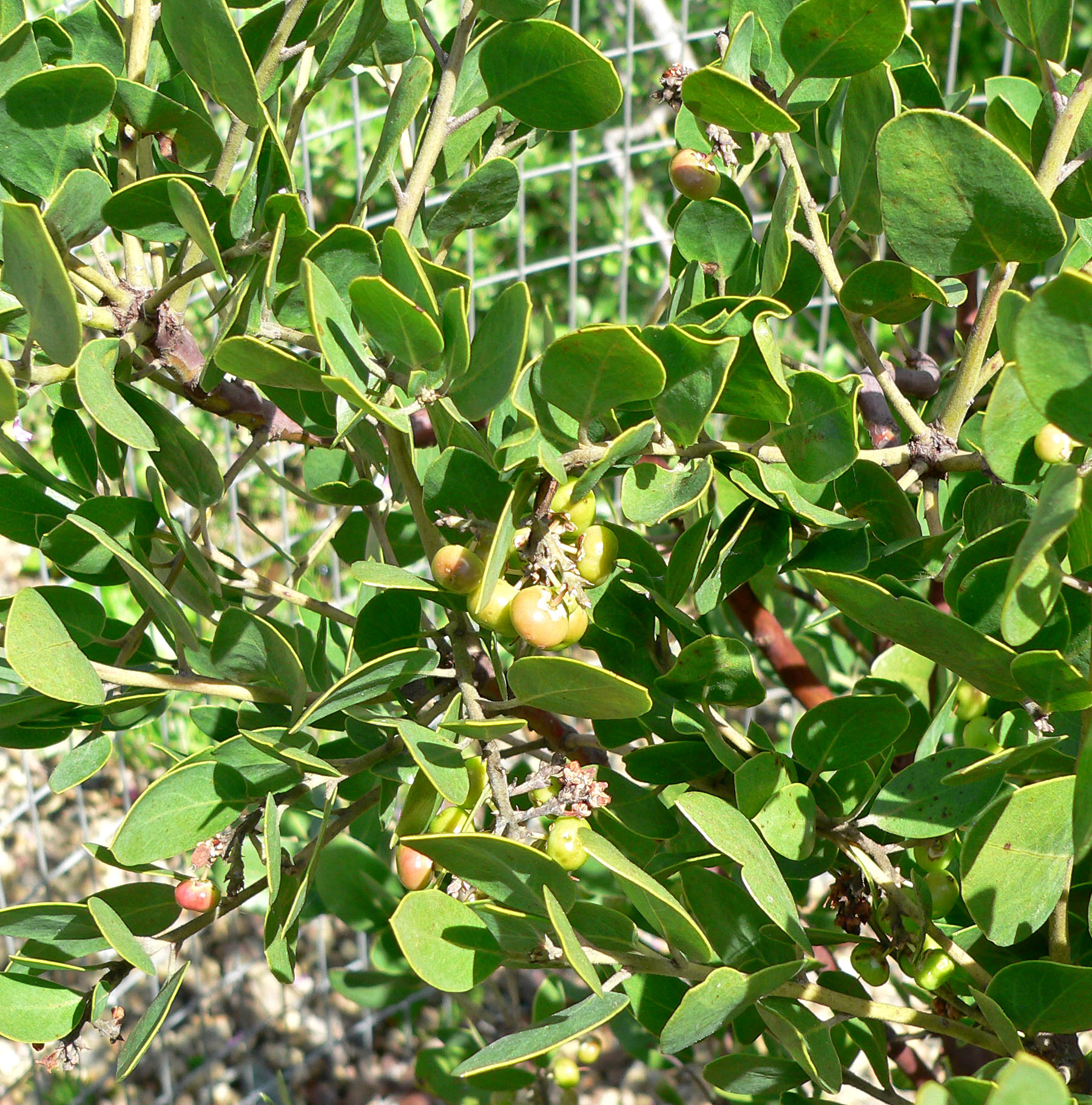
Struik in Berkeley (Californië)
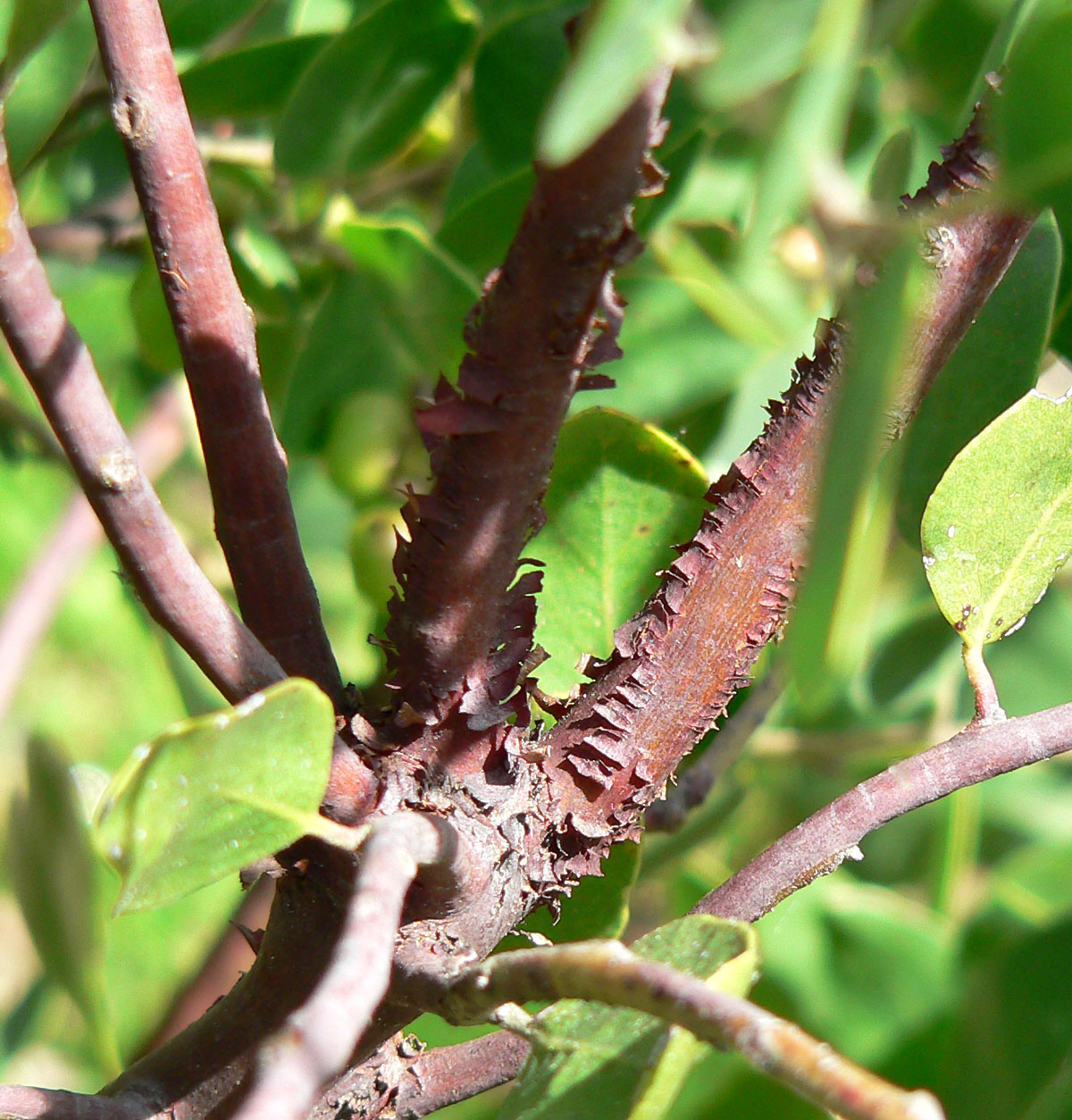
Roodachtige schors

## Ondersoorten
Er zijn verschillende ondersoorten:
- Arctostaphylos manzanita subsp. elegans
- Arctostaphylos manzanita subsp. glaucescens
- Arctostaphylos manzanita subsp. laevigata
- Arctostaphylos manzanita subsp. manzanita
- Arctostaphylos manzanita subsp. roofii
- Arctostaphylos manzanita subsp. wieslanderi